# طبكان
طبكان (بالإنجليزية: TebCan)، هي منصَّة إلكترونية طبية تَضُم شبكة واسعة من مُقدمي الخدمات الطبية في منطقة الشرق الأوسط.
تقوم طبكان من خلال تواجدها الرقمي عن طريق الموقع الإلكتروني وتطْبيق الهاتف المحمُول، بِتسْهيل تواصل المرْضى مع الأطباء والمستشفيات والمراكِز الطبية والمختبرات عبر نظام  التخزين السحابي، وذلك لتمكينهم من حجز المواعيد والعمليات، هذا وتُقدم المنصَّة معلومات مُفصَّلة عن تخصصات الأطباء وخبراتهم لتمْكين المرضى من اختيار الطبيب الأنسب وفقًا لحالتهم المرضيَّة.

## التاريخ

### التأسيس
بدأت طبكان كفكرة في العام 2012؛ ثم تأسست بشكل رسمي في العاصمة الأردنية عمّان في العام 2014، ومن ثم أطلقت شركة طبكان الناشئة في دولة الإمارات العربية المتحدة في العام 2017.

### التمويل والاستثمار
بعد دراسة سوق المنطقة العربية، تبين لكل من سامر الطروانة ونضال يوسف ضرورة الحاجة لتطوير القطاع الخاص بالخدمات الطبية، لذا اختار الاثنان الانطلاق من الأردن لوجود شبكة طبية ممتازة فيها. في العام 2012، وضع الشريكان خططهما للموقع، ومن ثم انطلق البدء بعمليات البرمجة في العام 2013.
في نيسان/أبريل من العام 2018؛ حصلت طبكان على كامل التمويل -الذي توزع على مرحلتين- من شركة «الخيلاء للاستثمار» -وهي جزء من عائلة الراجحي-بقيمة مليوني دولار أمريكي، وذلك بهدف دعم خدمات الصحة الرقمية التي تقدمها المنصة.

## الخدمات
تقدم منصة طبكان خدمات عدة لزوراها مثل خدمة دليل مقدمي الخدمات العلاجية التي توفر معلومات مفصلة عن خدمات العلاج الموفرة من قبل الأطباء فيها، وخدمة حجز المواعيد التي تقدم خدمة الحجز مباشرة مع مقدمي الخدمات الطبية رقميًا. كما توفر المنصة خدمة الاستشارات المرئية عبر الإنترنت، والتي تسمح للمرضى بالتواصل مع الأطباء من أي مكان في العالم.
وتمتاز طبكان أيضًا بتقديم خدمة السياحة العلاجية، مما يسمح للمرضى من مختلف أنحاء العالم من البحث عن العلاج والأطباء عبر المنصة، كما تمكن خدمة الخريطة الطبية التي تقدمها طبكان المرضى من البحث عن مواقع مقدمي الخدمات العلاجية بواسطة خدمة الخريطة الطبية المعتمدة على خرائط جوجل.   

## إحصائيات
تخدم المنصة حاليًا نحو 500 ألف زائر شهريًا، ويتوقع أن يصل العدد إلى مليوني زائر بحلول عام 2020. بلغ عدد المستفيدين من خدمات طبكان نحو 123  ألف مريض من داخل الأردن وخارجها منذ إنشائها وحتى وقتنا الحالي.

## الجوائز
في العام 2018، حصلت طبكان على جائزة الإبداع في التكنولوجيا الصحية، خلال فعاليات المؤتمر العالمي للسياحة العلاجية، والذي أقيم في مدينة أورلاندو في الولايات المتحدة الأمريكية.  